# Ophiura squamosa
Ophiura squamosa is een slangster uit de familie Ophiuridae.
De wetenschappelijke naam van de soort werd in 1979 gepubliceerd door Alan N. Baker.